# Tesproto
Tesproto (in greco Θεσπρωτός) è una figura della mitologia greca, figlio di Licaone e re eponimo dei Tesproti.
Fondò l'antica capitale della Tesprozia Kichyro chiamata più tardi Efira.